# Malesherbes (stacja metra)
Malesherbes – stacja linii nr 3 metra  w Paryżu. Stacja znajduje się w 17. dzielnicy Paryża.  Została otwarta 23 maja 1910 r.